# AAA 4th Anniversary LIVE 090922 at Yokohama Arena
『AAA 4th Anniversary LIVE 090922 at Yokohama Arena』（トリプルエー・フォース・アニバーサリー・ライブ・090922・アット・ヨコハマアリーナ）は、日本の音楽グループ・AAAが2010年3月3日にリリースした9作目の映像作品。

## 概要
- 2009年9月22日に横浜アリーナで行われた4周年記念ライブ「AAA 4th Anniversary LIVE」の映像である。動員数は約1万1000人。このライブは横浜アリーナ初の試みとなった5面ステージで繰り広げられた[1]。これまでのアニバーサリーライブは過去3回全て日本武道館での開催であったが、今回初めて会場を移しての公演となった[2]。
- Anniversary LIVEはそれまで毎年9月に行われており、それまでの映像作品は1月上旬から中旬にリリースされていたが、本作は3月のリリースとなった。
- 特典映像にはメンバーがAAAの4歳をお祝いしているオフショットを収録している。
- オリコン週間DVD音楽チャート第1位、総合チャート第2位。

## 収録映像曲

### DISC 1
1. Body Talker
2. VIRGIN F
ミラクルウィングという素材で作られた1200枚の紙飛行機が演出で会場に舞い散った[1]。
3. Break Down
4. Hasta la vista〜アスタ・ラ・ビスタ〜
5. Crash
6. Summer Revolution
7. Mosaic
8. きれいな空
9. Us
10. One Night Animal
11. MIRAGE
12. ハレルヤ
13. MUSIC!!!
14. チューインガム
15. あきれるくらいわがままな自由
16. 出逢いのチカラ
17. 旅ダチノウタ
18. Hide-away
演奏当時はCDの発売前であり、初披露となった[1]。この時の音源が「Hide-away」の横浜アリーナ記念盤に収録されている。
19. BLOOD on FIRE
20. DRAGON FIRE
21. Winter lander!!
22. Get チュー!

### DISC 2
1. Break your name (ENCORE)
2. HORIZON (ENCORE)
3. SUNSHINE (ENCORE)
4. "Q" (ENCORE)
5. ハリケーン・リリ、ボストン・マリ (ENCORE)
6. Wonderful Life (ENCORE)
7. Jamboree!! (ENCORE)